# Echinogammarus margalefi
Echinogammarus margalefi is een vlokreeftensoort uit de familie van de Gammaridae. De wetenschappelijke naam van de soort is voor het eerst geldig gepubliceerd in 1973 door Pinkster.